# Hwang In-beom
Hwang In-beom (ur. 20 września 1996 w Daejeon) – południowokoreański piłkarz grający na pozycji pomocnika w serbskim FK Crvena zvezda.

## Kariera klubowa
Jako junior występował w Yuseong Middle School oraz w Daejeon Citizen. W tym drugim klubie w 2015 roku przedostał się do pierwszego zespołu. Występował z tym klubem przez trzy sezony na drugim stopniu rozgrywkowym w Korei Południowej. Na sezon 2018 został wypożyczony do Asan Mugunghwa.
Od 2019, przez rok, był zawodnikiem klubu z MLS - Vancouver Whitecaps. Latem 2020 został piłkarzem rosyjskiego Rubina Kazań, skąd w kwietniu 2022 roku został wypożyczony do koreańskiego FC Seoul. Latem 2022 roku przeszedł do Olimpiacos, gdzie zaliczył 40 występów, a na początku kolejnego sezonu za 5,5 miliona euro zmienił klub na FK Crvena zvezda.

## Kariera reprezentacyjna
W reprezentacji Korei Południowej zadebiutował 7 września 2018 roku w wygranym 2:0 meczu z reprezentacją Kostaryki. Hwang wszedł na boisku w 80. minucie. Pierwszego gola w kadrze zdobył 16 października 2016 roku w zremisowanym 2:2 meczu z reprezentacją Panamy.
Był częścią kadry Korei na Puchar Azji 2019. Zagrał na nim we wszystkich pięciu meczach Korei na tym turnieju.
W 2022 roku wziął udział w Mundialu w Katarze, gdzie zagrał we wszystkich czterech meczach Korei.